# Lego Batman: The Videogame
Lego Batman: The Videogame – wieloplatformowa gra komputerowa stworzona przez Traveller’s Tales, a wydana przez Warner Bros. Interactive Entertainment w 2008 roku. W 2012 roku powstała kontynuacja gry zatytułowana Lego Batman 2: DC Super Heroes. Następnie w 2014 roku powstał sequel gry Lego Batman 3: Poza Gotham.
Gra przedstawia przygody Batmana w świecie klocków Lego i podobnie jak inne gry tej serii ukazuje je w sposób humorystyczny. Gracz ma możliwość wcielenia się w Batmana lub Robina oraz w ich głównych przeciwników.

## Rozgrywka
Gracz ma możliwość wykonywania misji stojąc po stronie Batmana lub jego wrogów. Gra podzielona jest na trzy rozdziały (Zagadkowy Zamach, Pingwin Szaleje oraz Powrót Jokera) z czego każdy zawiera po 10 misji (5 dla Batmana i 5 dla jego wrogów) co daje łącznie 30 poziomów plus 2 poziomy bonusowe dostępne po wykonaniu określonych zadań. Podczas każdego poziomu gracz ma możliwość kierowania dwoma bohaterami z możliwością przełączania się między nimi (w momencie wyboru jednego bohatera drugim steruje komputer). Możliwa jest również rozgrywka z udziałem dwóch graczy – wtedy każdy gracz steruje swoim bohaterem. Drugi gracz może podłączyć lub odłączyć się od gry w każdej chwili – w momencie odłączenie, sterowanie drugiego gracza przejmuje komputer.
Batman oraz Robin mają odmienne umiejętności, co wymaga podczas gry współpracy dwóch graczy (lub gracza i komputera) w celu ukończenia danego poziomu; analogicznie jest w przypadku wykonywania misji jako złoczyńca.
Poza trybem fabularnym dostępny jest również tryb swobodny, („free play”) w którym gracz może powtórzyć dany poziom z możliwością zmiany postaci którą kieruje w trakcie gry i dzięki temu otrzymuje dostęp do pomieszczeń, które nie były dostępne w trybie fabularnym (w trybie fabularnym gracz steruje z góry narzuconym bohaterem i nie może dostać się w miejsca, które wymagają posiadania umiejętności, którymi dysponuje inna postać, niż ta, którą w danej chwili on kieruje).
Podczas niektórych misji, gracz nie kieruje bezpośrednio postacią, a pojazdem w którym się ona znajduje. W grze dostępne są samochody, łodzie, śmigłowce oraz samoloty.
Wyboru misji dokonuje się będąc w Batjaskini (walcząc po stronie Batmana) lub w Azylu Arkham (walcząc po stronie jego przeciwników); w miejscach tych dostępne są również pomieszczenia z trofeami oraz możliwość stworzenia postaci (tylko w Azylu Arkham).
Pomiędzy poziomami wyświetlane są przerywniki filmowe, gra nie zawiera dialogów – postacie wydają odgłosy przypominające wokalizę.